# Phostria mendelalis
Phostria mendelalis là một loài bướm đêm trong họ Crambidae.